# Austrodecus longispinum
Austrodecus longispinum là một loài nhện biển trong họ Austrodecidae. Loài này thuộc chi Austrodecus. Austrodecus longispinum được miêu tả khoa học năm 1957 bởi Stock.